# Florida (Missouri)
Florida è un comune degli Stati Uniti d'America, situato nella Contea di Monroe, nello Stato del Missouri.
Qui, nel 1835, è nato lo scrittore statunitense Mark Twain, autore del celeberrimo romanzo Le avventure di Huckleberry Finn (Adventures of Huckleberry Finn).